# Comair-Limited-Flug 206
Comair-Limited-Flug 206 (Flugnummer IATA: MN206; ICAO: CAW206) war ein planmäßiger regionaler Inlandslinienflug der südafrikanischen Comair Limited von Phalaborwa nach Johannesburg. Am 1. März 1988 ereignete sich auf diesem Flug ein Flugunfall mit 17 Toten. Die Leasingmaschine vom Typ Embraer EMB 110 der Bop Air wurde dabei in der Nähe Wadeville im Flug von einer Bombe auseinandergerissen. Der mutmaßliche Urheber war ein Passagier der Maschine.

## Maschine
Das betroffene Flugzeug war eine 1982 gebaute Embraer EMB-110P1 Bandeirante mit der Werknummer 110402. Die Maschine trug das Luftfahrzeugkennzeichen ZS-LGP. Das zweimotorige Regionalverkehrsflugzeug war mit 2 Turboproptriebwerken des Typs Pratt & Whitney Canada PT6A-34 ausgestattet und für 18 Personen zugelassen. Die Maschine wurde 1982 zunächst mit dem Luftfahrzeugkennzeichen PT-SFT auf den Hersteller Embraer zugelassen. Im Dezember 1983 wurde die Maschine an die britische CSE Aviation übergeben und mit dem neuen Kennzeichen G-BKZX zugelassen. Am 20. Januar wurde die Maschine an die Bop Air (Bophuthatswana Air) aus Südafrika übergeben und erhielt ihr letztes Kennzeichen ZS-LGP. Bei der Maschine handelte es sich um eine von drei Embraer EMB 110 der Bop Air. Zum Zeitpunkt des Unfalls war das Flugzeug an die südafrikanische Comair Limited verleast.

## Passagiere
Für den Linienflug von Phalaborwa nach Johannesburg hatten 15 Passagiere in der Maschine Platz genommen. Phalaborwa war zu dieser Zeit bereits ein wirtschaftlich bedeutsames Zentrum für die Gewinnung von Kupfererzen und Phosphatrohstoffen (Palabora Igneous Complex) in Südafrika. Zur Zeit des Flugzeugabsturzes wurde hier ein sehr großer Tagebau betrieben. Zudem ist der Ort aufgrund der geographischen Nähe zum Kruger-Nationalpark schon lange für seine Touristenfrequenz bekannt. Elf der Passagiere waren Südafrikaner, außerdem befanden sich zwei Touristenehepaare aus Hamburg und Wien an Bord, die eine Safari im Kruger-Nationalpark unternommen hatten und nach Johannesburg zurückreisen wollten, um vom dortigen internationalen Flughafen in ihre Heimatländer zurückzufliegen.

## Besatzung
Die zweiköpfige Besatzung bestand aus dem 38-jährigen Flugkapitän Geoff Neil und dem 28-jährigen Ersten Offizier Stan Wainer. Auf dem Regionalflug waren keine Flugbegleiter vorgesehen.

## Unfallhergang
Der Start sowie der Reiseflug der Maschine verliefen ohne besondere Vorkommnisse. Als sich die Maschine um 17:25 Uhr Ortszeit in der Abenddämmerung im Anflug auf Johannesburg befand, meldeten die Piloten, dass sie sich auf die Landung vorbereiten. Es wurden bei diesem letzten Funkspruch keine Probleme an Bord gemeldet. Drei Minuten später beobachteten Augenzeugen am Boden, wie die Embraer über dem Industriegebiet Wadeville, Germiston, nur 13 Kilometer südlich vom Zielflughafen in der Luft in zwei Stücke gerissen wurde. Die Trümmer der Maschine stürzten unter anderem auf das Gebäude einer Abfüllanlage der Coca-Cola Company. Dabei kamen alle 17 Personen an Bord ums Leben. Die Trümmer der beiden Rumpfsektionen fielen in einer Entfernung von 250 Metern zueinander nieder.

## Opfer
Die Trümmer sowie die Leichen mussten größtenteils von Fabrikdächern geborgen werden. Von den Getöteten waren 4 Touristen aus Europa und 13 Einheimische.
| Staatsangehörigkeit | Passagiere | Besatzung | Gesamt |
| ------------------- | ---------- | --------- | ------ |
| Südafrika           | 11         | 2         | 13     |
| Österreich          | 2          | -         | 2      |
| Deutschland         | 2          | -         | 2      |
| Gesamt              | 15         | 2         | 17     |

## Ursache und Urheber
Bei der Flugunfalluntersuchung konnte festgestellt werden, dass an Bord der Maschine eine Bombe gezündet worden war, die aus Nitroglyzerin und Ammoniumnitrat bestand. Als mutmaßlicher Täter wird der südafrikanische Bergmann Emil Schultz, der Eheprobleme hatte und hoch verschuldet war, vermutet. Schultz hatte zuvor in einem landwirtschaftlichen Betrieb gearbeitet, dort war ihm gekündigt worden, im Tagebau arbeitete er als Schichtleiter. In beiden Berufen hatte Schultz Zugang zu Sprengstoff beziehungsweise zu Substanzen, die zum Bau einer Bombe verwendet werden konnten. Schultz hatte zudem kurz vor dem Flug eine hohe Lebensversicherung abgeschlossen.
Bei der Untersuchung wurden Mängel bei den Sicherheitskontrollen am Flughafen Phalaborwa beanstandet. Das Hauptgepäck der Passagiere war zwar überprüft worden, jedoch nicht das Handgepäck, außerdem wurden keine Körperscans vorgenommen. Die Ermittler gingen davon aus, dass Schultz die Bombe im Handgepäck mit an Bord genommen hatte. Die Täterschaft von Emil Schultz konnte nicht zweifelsfrei nachgewiesen werden.